# مریم کلوپا

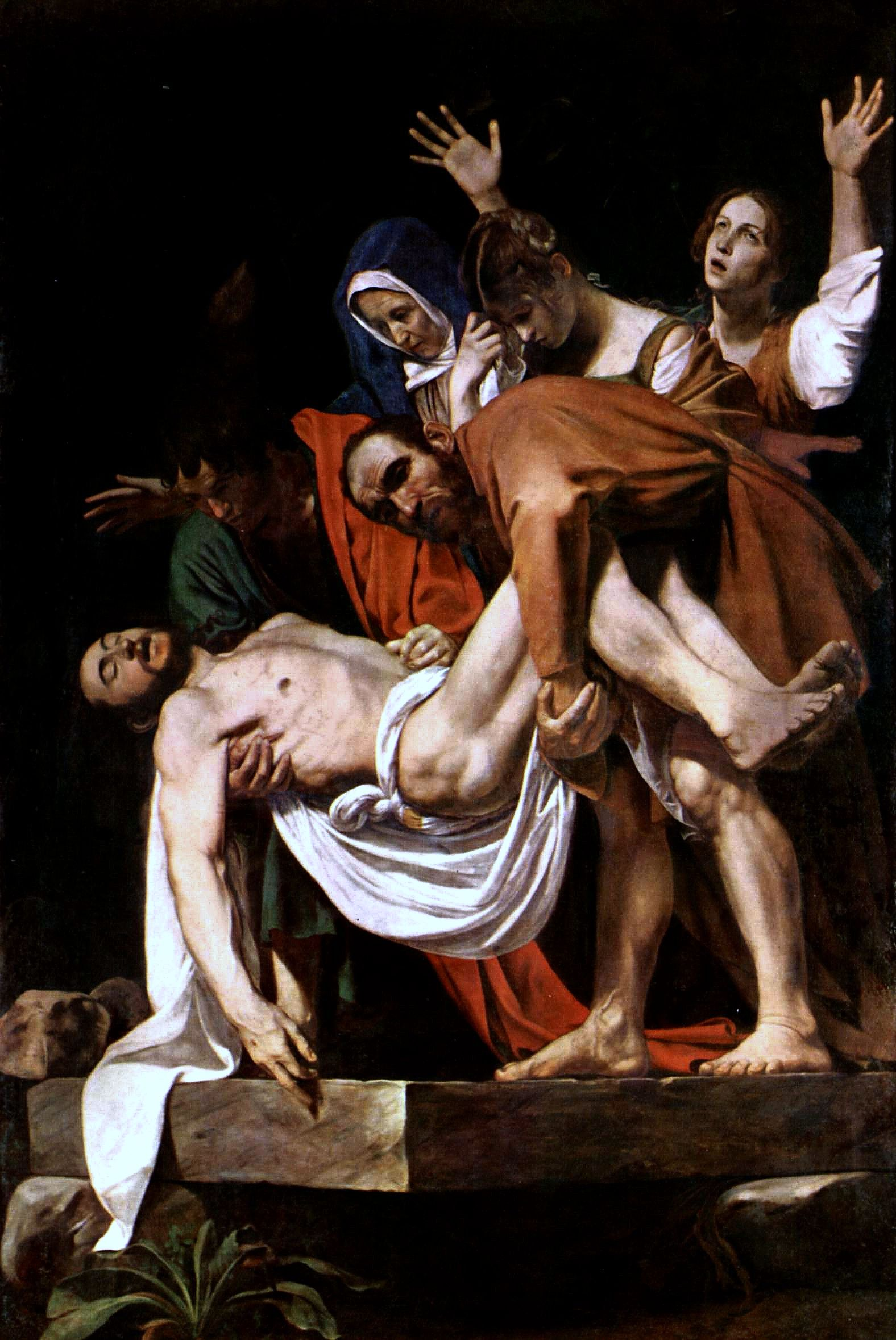
ناراحتیِ مریمِ کلوپاس، اثری از کاراواجو دفن عیسی مسیح (۱۶۰۲).

مریمِ کلوپا (یونانی باستان: Μαρία ἡ τοῦ Κλωπᾶ، María hē tou Clōpá) همسرِ کلوپا در عهدِ جدید بود. از مریمِ کلوپا تنها در جریاناتِ تصلیب عیسی یاد شده است.در برخی منابع گفته شده که کلوپاس، برادرِ یوسف نجار بود.